# Stadio Arechi
Das Stadio Arechi ist das städtische Fußballstadion im Süden der italienischen Hafenstadt Salerno. Salerno liegt in der gleichnamigen Provinz in der Region Kampanien. Es ist die sportliche Heimat des Fußballvereins US Salernitana. Der Name geht auf Arichis II. aus dem 8. Jahrhundert zurück.

## Geschichte
Der Bau des Stadions begann 1984, weil das Stadio Donato Vestuti aus den 1930er Jahren zu klein und veraltet war. Die Arena besteht aus vier einzeln stehenden, doppelstöckigen Stahlbetontribünen und ist gänzlich unüberdacht. Um die Spielstätte liegen große Parkplatzflächen. Gelegentlich finden auch Konzerte im Stadion statt. Im September 1990 wurde die Sportstätte eingeweiht. Das erste Spiel am 9. September wurde zwischen Salernitana Calcio und Calcio Padova (0:0) ausgetragen. Die Begegnung markierte die Rückkehr des Vereins nach 23 Jahren in die Serie B.
1998 stieg Salernitana Calcio in die Serie A auf und die Anlage wurde den Anforderungen der ersten Liga angepasst; wodurch das Fassungsvermögen des Stadions von ursprünglich 45.000 auf 37.500 Zuschauer sank. Auf der Pressetribüne standen 205 Plätze für die Journalisten zur Verfügung. Nach einem neuen Gesetz müssen alle Stadien in Italien mit mehr als 10.000 Plätzen im Eingangsbereich Drehkreuze mit personalisierten Eintrittskarten installieren und eine Videoüberwachung haben. Diese Arbeiten fanden von Februar 2007 bis April 2008 statt.
Nach Renovierungsarbeiten 2019 bietet die Spielstätte 37.180 Sitzplätze.

## Länderspiele
Drei Mal wurden bis heute Länderspiele der italienischen Fußballnationalmannschaft im Stadio Arechi ausgetragen.
- 01. Mai 1991:  Italien –  Ungarn 3:1 (EM-Qualifikation)
- 25. Mär. 1995:  Italien –  Estland 4:1 (EM-Qualifikation)
- 18. Nov. 1998:  Italien –  Spanien 2:2 (Freundschaftsspiel)

## Galerie

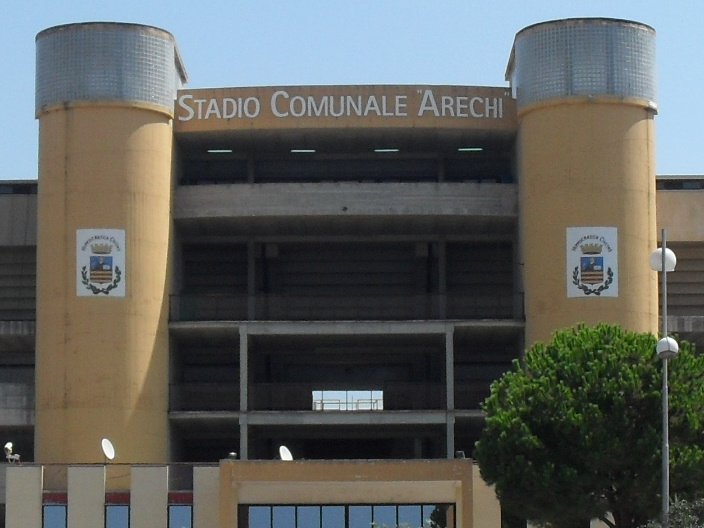
Außenansicht des Stadions
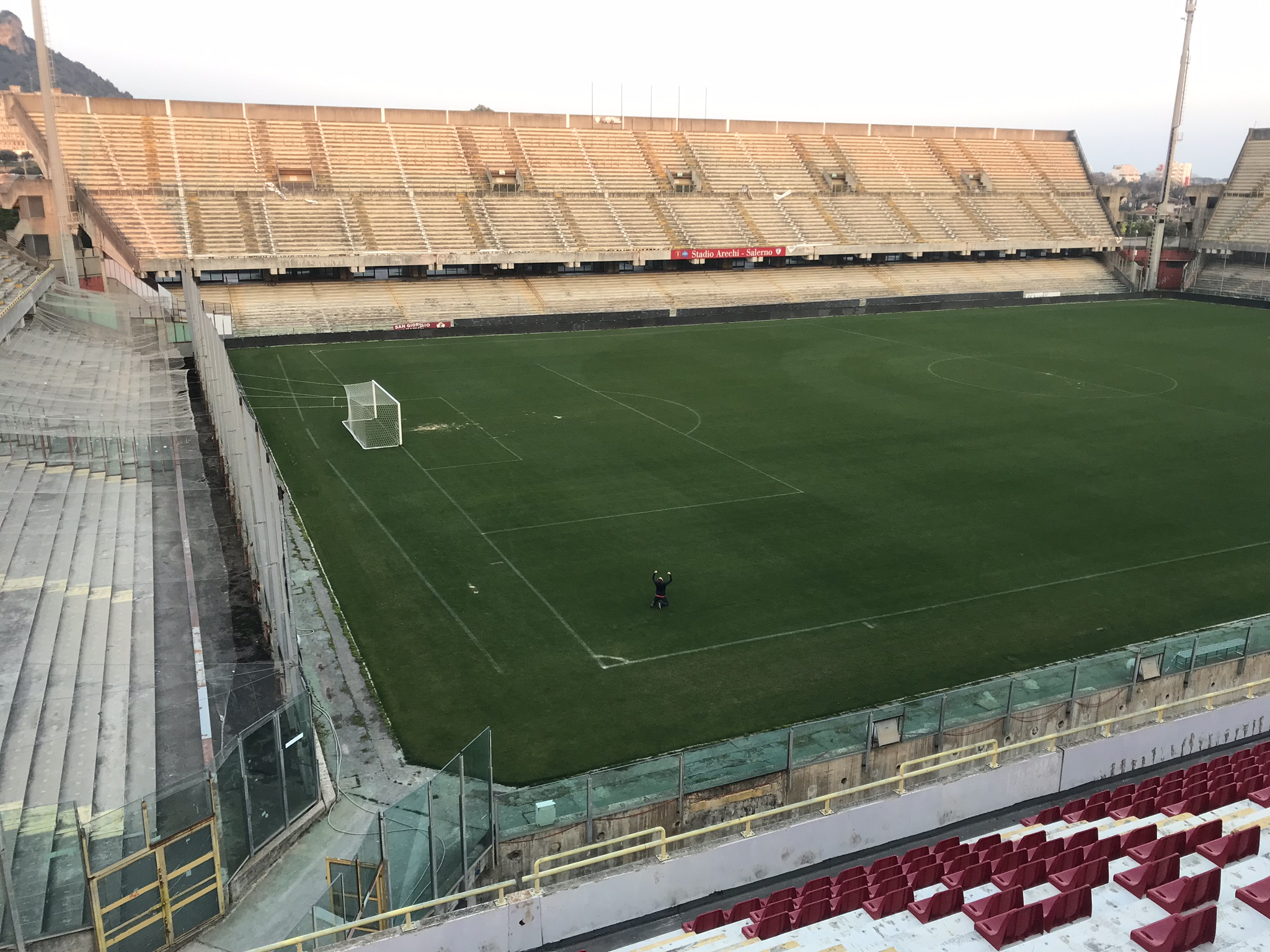
Das Stadio Arechi vor seiner Renovierung (2019)